# Paterna del Río
Paterna del Río és una localitat de la província d'Almeria, Andalusia. L'any 2005 tenia 396 habitants. La seva extensió superficial és de 45 km² i té una densitat de 8,8 hab/km². Les seves coordenades geogràfiques són 37° 01′ N, 2° 57′ O. Està situada a una altitud de 1193 metres i a 71 quilòmetres de la capital de la província, Almeria.

## Demografia
| 1996 | 1998 | 1999 | 2000 | 2001 | 2002 | 2003 | 2004 | 2005 | 2006 |
| ---- | ---- | ---- | ---- | ---- | ---- | ---- | ---- | ---- | ---- |
| 335  | 363  | 383  | 393  | 386  | 389  | 419  | 415  | 396  | 406  |